# Břežany I
Břežany I (německy Breschan I) jsou obec ležící v okrese Kolín asi devět kilometrů západně od Kolína. V obci žije 315 obyvatel a její katastrální území má rozlohu 604 hektarů. Součástí obce je vesnice Chocenice. Břežany I jsou také název katastrálního území o rozloze 2,96 km².

## Historie
První písemná zmínka o vesnici pochází z roku 1088.
Ve vsi Břežany (přísl. Nové Město, 389 obyvatel) byly v roce 1932 evidovány tyto živnosti a obchody: obchod s dobytkem, družstvo pro rozvod elektrické energie v Břežanech, 2 hostince, kolář, kovář, 2 obuvníci, 7 rolníků, řezník, sadař, 3 obchody se smíšeným zbožím, Spořitelní a záložní spolek pro Břežany a Nové Město, Spořitelní a záložní spolek pro Břežany, 2 trafiky, truhlář, zednický mistr.

## Územněsprávní začlenění
Dějiny územněsprávního začleňování zahrnují období od roku 1850 do současnosti. V chronologickém přehledu je uvedena územně administrativní příslušnost obce v roce, kdy ke změně došlo:
- 1850 země česká, kraj Pardubice, politický okres Kolín, soudní okres Kouřim[7]
- 1855 země česká, kraj Čáslav, soudní okres Kouřim
- 1868 země česká, politický okres Kolín, soudní okres Kouřim
- 1939 země česká, Oberlandrat Kolín, politický okres Kolín, soudní okres Kouřim[8]
- 1942 země česká, Oberlandrat Praha, politický okres Kolín, soudní okres Kouřim[9]
- 1945 země česká, správní okres Kolín, soudní okres Kouřim[10]
- 1949 Pražský kraj, okres Kolín[11]
- 1960 Středočeský kraj, okres Kolín
- 2003 Středočeský kraj, obec s rozšířenou působností Kolín

## Doprava
Obcí prochází silnice III. třídy. Ve vzdálenosti jeden kilometr vede silnice I/12 Praha–Kolín. Železniční trať ani stanice na území obce nejsou. Nejbližšími železničními stanicemi jsou Plaňany ve vzdálenosti čtyř kilometrů na trati Pečky–Kouřim vedoucí z Peček do Kouřimi a Velim ve vzdálenosti pět kilometrů na trati Praha–Kolín. V roce 2011 obci měla zastávku příměstská autobusová linka Kolín-Plaňany-Kouřim (v pracovních dnech 9 spojů, o víkendu 1 spoj, dopravce Okresní autobusová doprava Kolín). Obcí projížděly dálkové autobusové linky Ždírec nad Doubravou – Čáslav – Kutná Hora – Kolín – Praha (v pracovních dnech a v neděli jeden spoj) a Chrudim – Čáslav – Kutná Hora – Kolín – Praha (v pracovních dnech čtyři spoje, dopravce Veolia Transport Východní Čechy).

## Fotogalerie

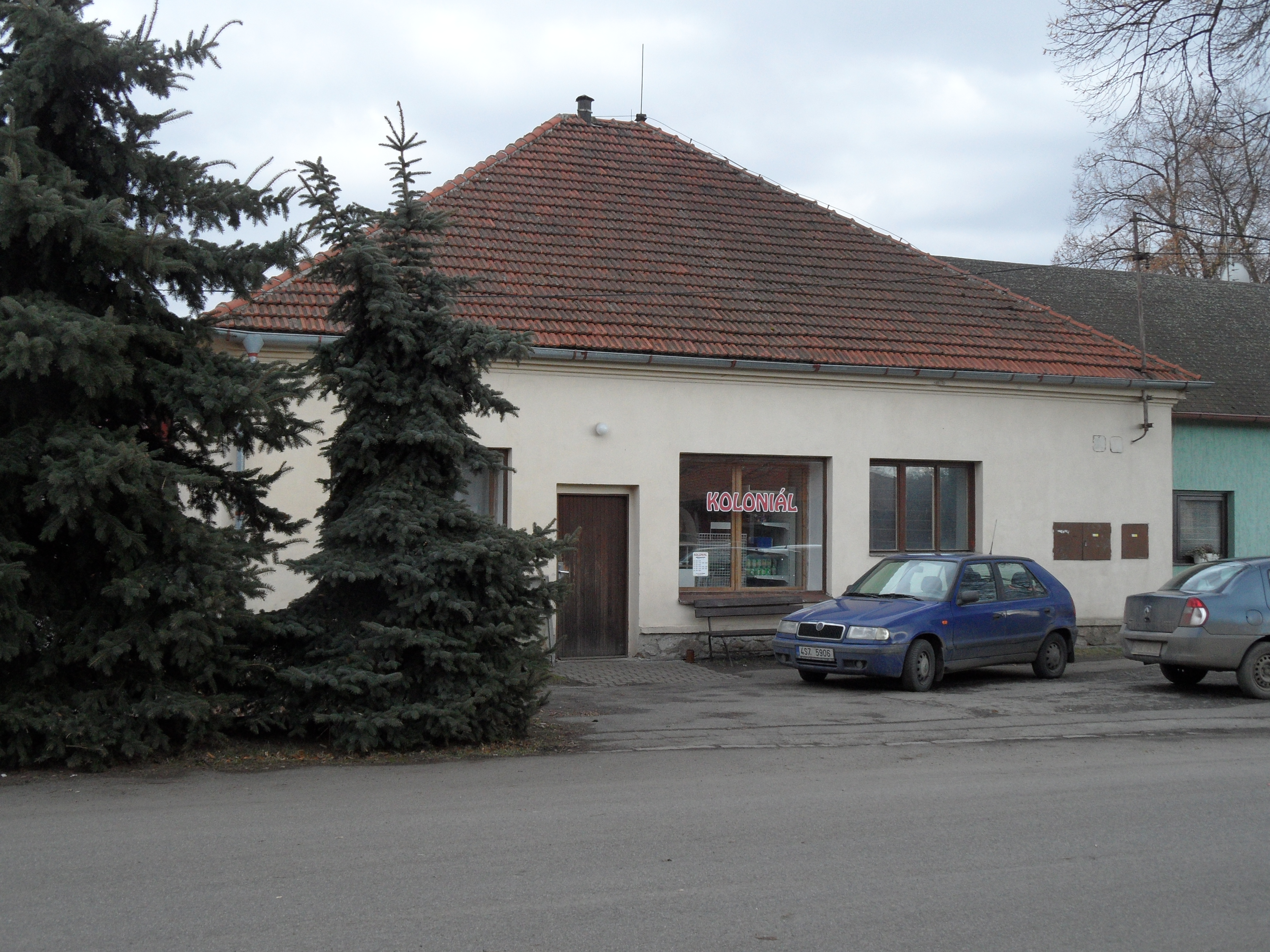
Koloniál v centru obce
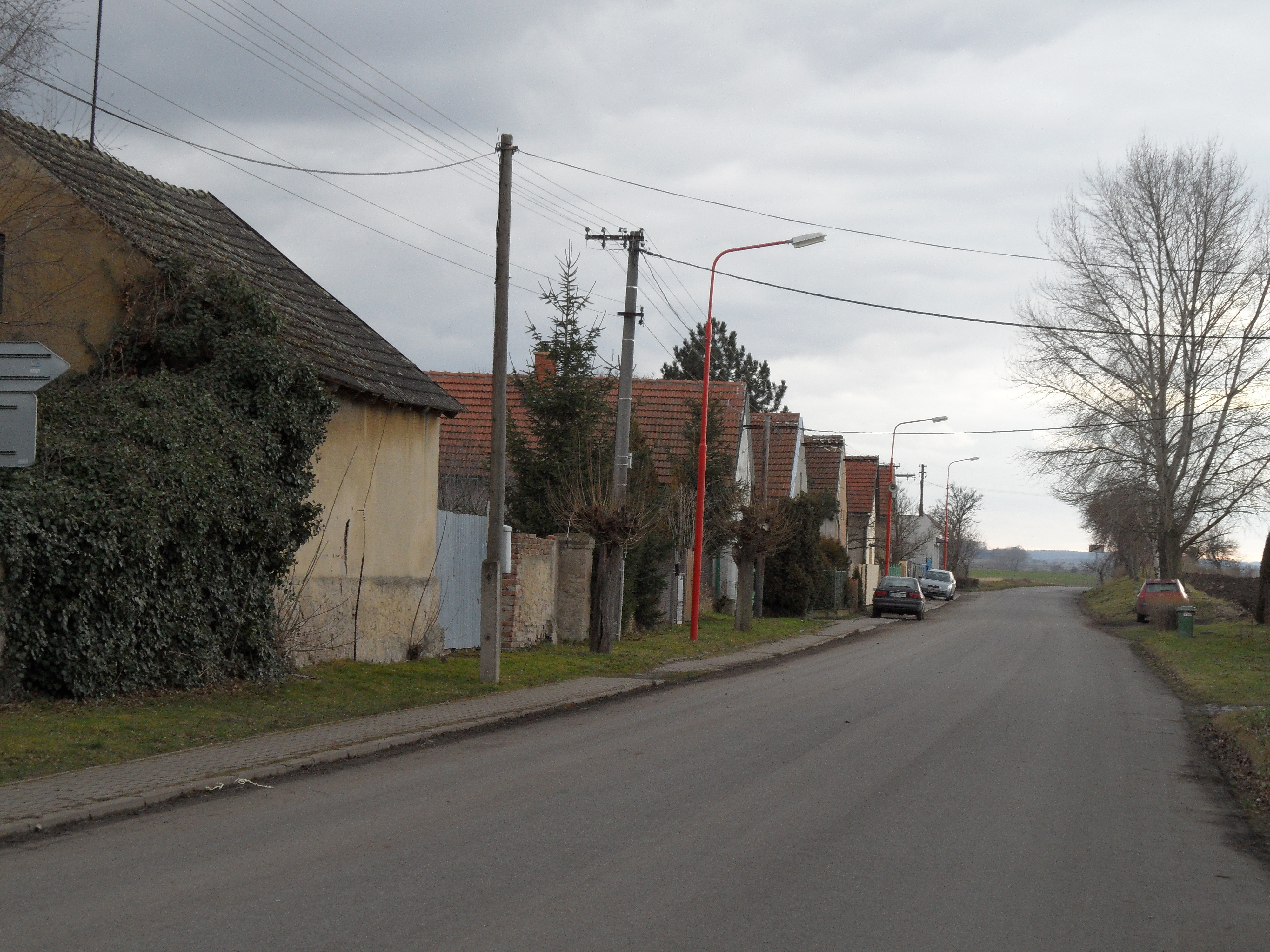
Domy u silnice směrem na Poboří
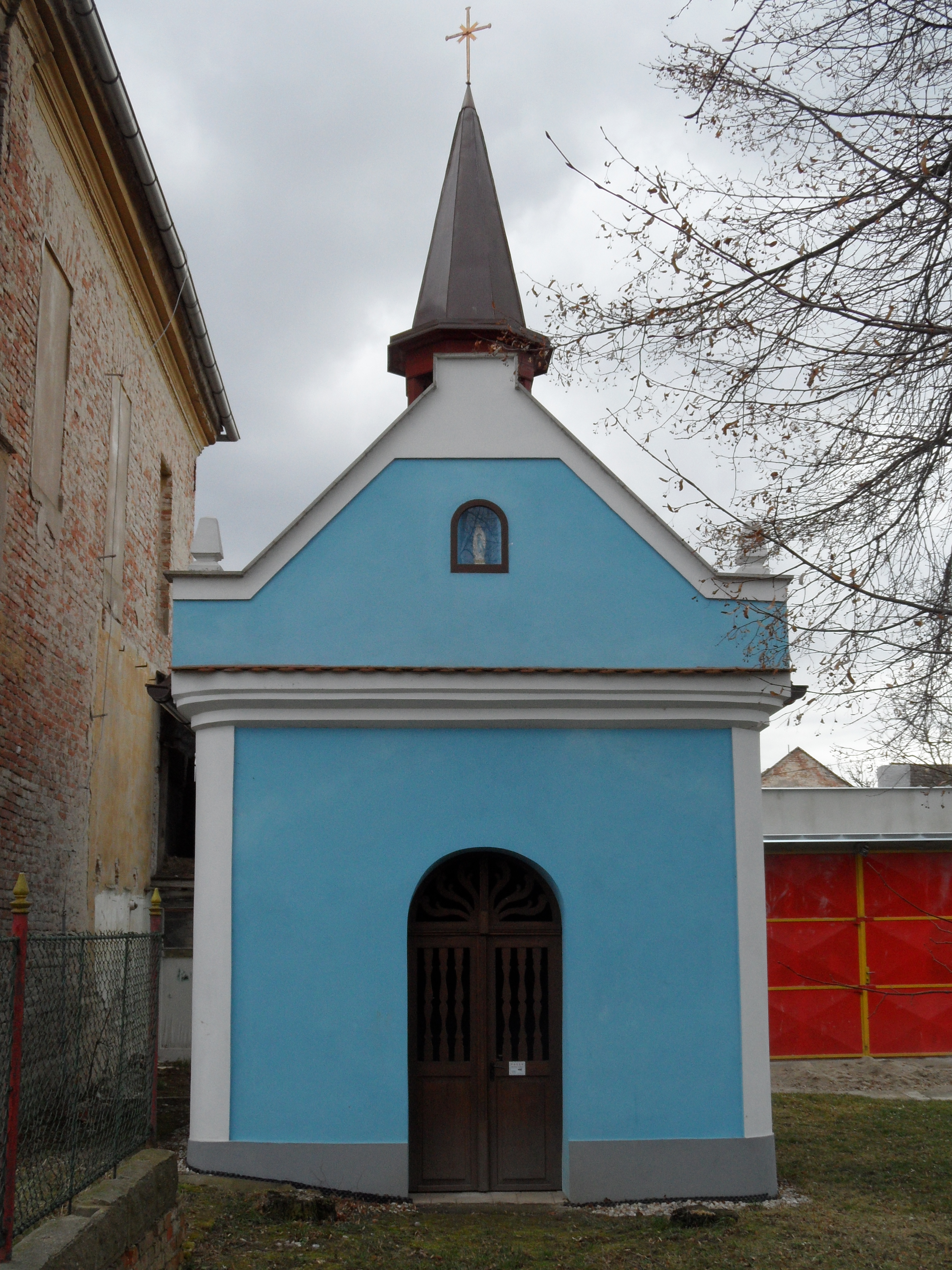
Kaple s věžičkou v centru obce
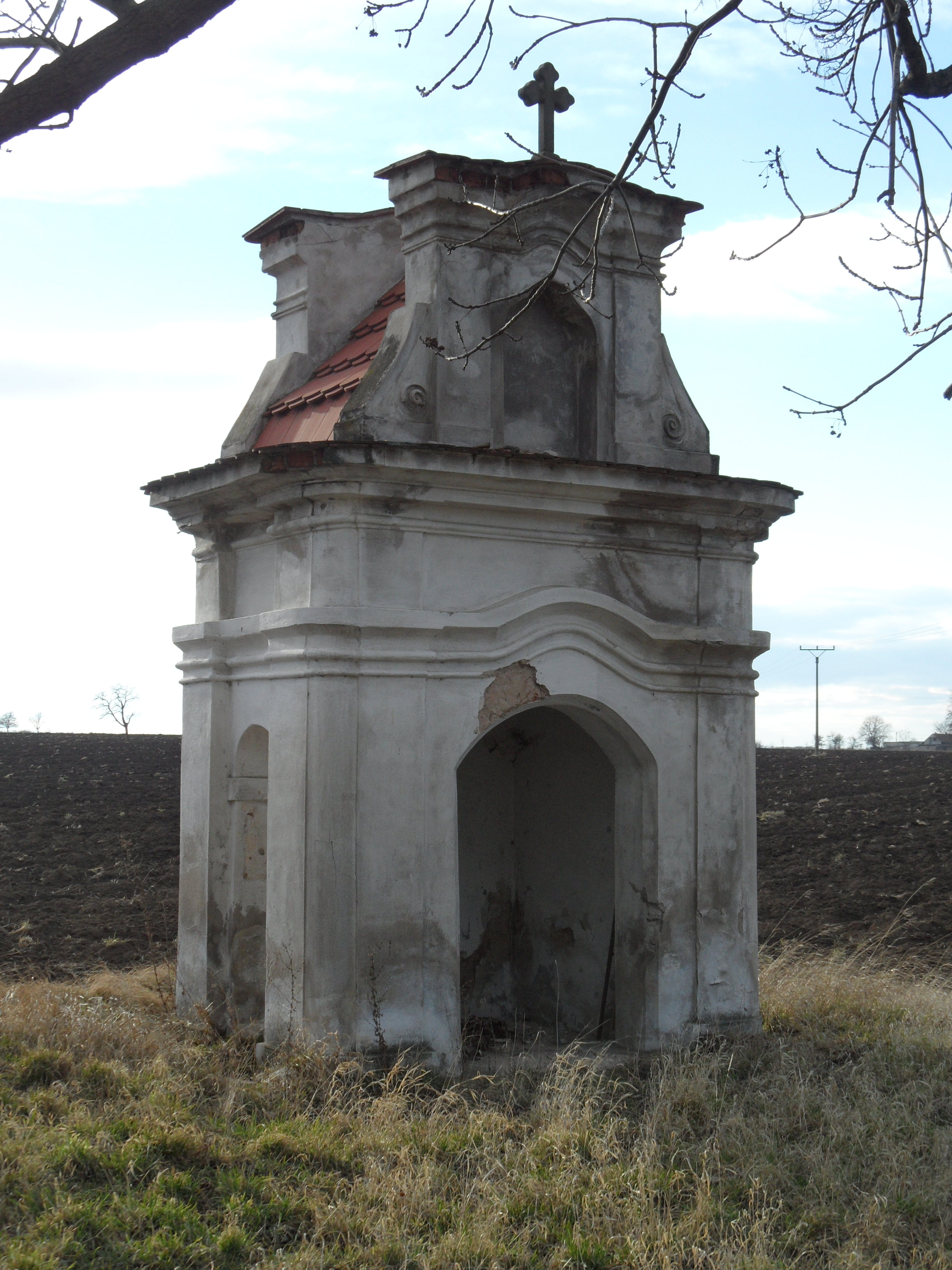
Barokní kaplička u silnice na Chocenice
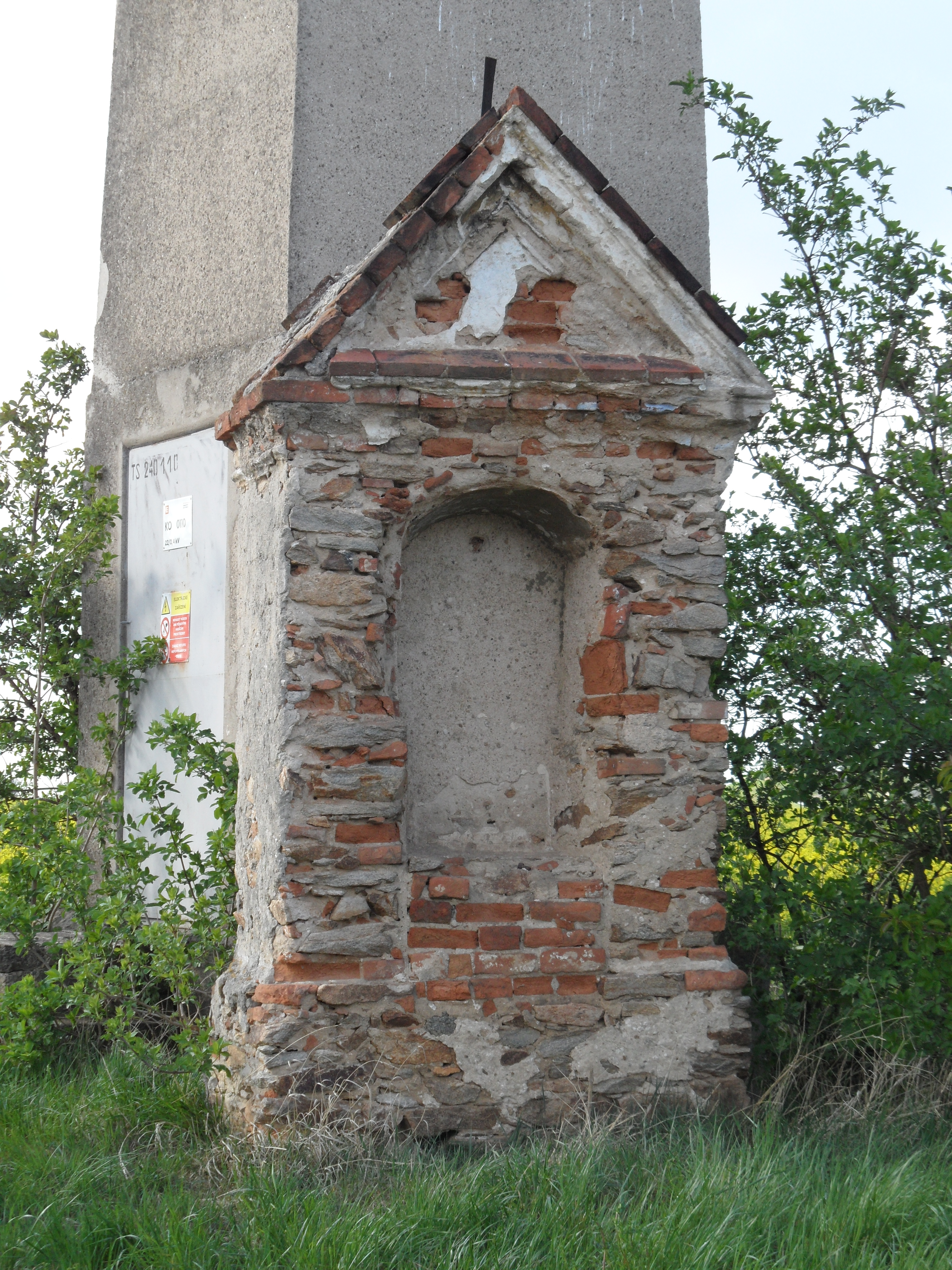
Velmi poškozená kaplička